# Лаком
Лаком (енгл. Lacombe; /ləˈkoʊm/) је град у канадској провинцији Алберта. Смештен је у регији Централна Алберта између Едмонтона на југу и града Ред Дир на северу, на прелази између источних побрђа Стеновитих планина и плодне и равне прерије. 
Први Европљани у овом подручју населили су се 1883. године када је формирано фармерско насеље Барнетс Лендинг. До насеља је стигла прва линија канадске пацифичке железнице 1891, а већ две године касније дошло је до масовне куповине земљишта у насељу. Насеље је добило статус села 1896, а већ 1902. и статус варошице. Садашње име града датира из 1939. у част франкофоног католичког свештеника Албера Лакомба (1827—1916) који је цео живот провео у мисионарској делатности међу народима Кри и Блекфут у тој области. Лакомб је посредовао у склапању примирја између два завађена племена, а успео је и да издејствује дозволу поглавице племена Блекфут за пролазак железнице преко њихове територије. 
Према подацима пописа из 2011. у граду је живело 11.707 становника што је за 8,9% више у односу на 10.752 становника колико их је било 2006. године.
Привреда града почива на веома развијеној пољопривреди, те на преради нафте и гаса. У граду се налази и један од 19 најважнијих канадских националних пољопривредних института. У овом центру је укрштањем створена посебна сорта домаће свиње Лаком 1959. године. Била је то прва нова сорта створена укрштањем на територији Канаде.
Пољопривредни институт Лаком има своја одељења у варошицама Биверлоџ и Форт Вермилијон на крајњем северу провинције.

## Становништво
| 1996. | 2001. | 2006.  | 2011.  | 2016.  |
| ----- | ----- | ------ | ------ | ------ |
| 8.018 | 9.384 | 10.742 | 11.707 | 13.057 |